# Friedli Gyula
Friedli Gyula (eredeti neve: Fridli Gyula) (Budapest, 1901. április 23. – Budapest, 1959. június 5.) filmoperatőr.

## Életpályája
Szülei: Fridli Gyula és Szövényi Irén Mária voltak. Az érettségit követően filmtechnikus volt. 1920–1926 között a Krupka filmlaboratóriumban dolgozott. 1924–1933 között a VIII. kerületi Egyetemiek Mozgójának gépésze volt. 1926–1931 között a Pedagógiai Filmgyárban működött. 1936-tól a Magyar Film Iroda laboratóriumának vezetője volt. 1939–1942 között a Magyar Világhíradó belföldi eseményeinek egyik operatőre volt. 1945-ben az Igazolóbizottság elé került.
A Pedagógiai Filmgyárban oktatófilmeket forgatott, majd a Magyar Film Irodában részt vett a filmhíradók és dokumentumfilmek készítésében, különösen az orvosi oktatófilmek forgatásában.

## Magánélete
1954-ben, Szigetszentmiklóson házasságot kötött Száka Máriával.
Sírja a Farkasréti temetőben található (2-10-106).